# Irles
Irles – miejscowość i gmina we Francji, w regionie Hauts-de-France, w departamencie Somma.
Według danych na rok 2011 gminę zamieszkiwało 112 osób, a gęstość zaludnienia wynosiła 21 osób/km² (wśród 2293 gmin Pikardii Irles plasuje się na 884. miejscu pod względem liczby ludności, natomiast pod względem powierzchni na miejscu 837.).